# Japanisches Idol
Als Idol (japanisch アイドル Aidoru) wird in Japan eine Personengruppe von Entertainern bezeichnet, die für ihr Image, ihre Attraktivität und Persönlichkeit in der japanischen Popkultur vermarktet werden. In erster Linie handelt es sich bei Idols um Sängerinnen und Sänger, die zudem in anderen Entertainmentbereichen wie Schauspiel, Tanz und Modeln trainiert werden. Idols werden durch den Verkauf von Merchandising-Artikeln und Agenturen kommerzialisiert, während sie eine parasoziale Beziehung zu ihren als loyal geltenden Fangemeinden aufbauen, diese aufrechterhalten und vertiefen.
Die japanische Idol-Industrie entstand in den 1960er-Jahren und wurde in den 1970er- und 80er-Jahren durch das Fernsehen populär. In den 80er-Jahren, die als goldenes Zeitalter der Branche bezeichnet werden, weckten Idols das kommerzielle Interesse und tauchten vermehrt in Werbeeinspielungen und Fernsehserien auf. Als in den 2000er- und 2010er-Jahren immer mehr Nischen entdeckt wurden, führte dies zu einem signifikanten Wachstum der Industrie, die als „Idolkriegs-Periode“ bezeichnet wurde. Derzeit sind mehr als 10.000 Mädchen in mehr als 3.000 Idol-Gruppen in der Branche aktiv. Die japanische Idol-Industrie wurde als Modell für andere Pop-Idol-Industrien, wie etwa im K-Pop, verwendet – siehe auch Koreanisches Idol.
Innerhalb der japanischen Idol-Industrie entstanden zahlreiche Abstufungen, die Gravure Idols, Junior Idols, Net Idols, Idol-Synchronsprecher oder virtuelle Idols umfassen.
Dieser Artikel befasst sich mit der spezifisch japanischen Form des „Sternchens“, die sich vom im westlichen Kulturkreis verbreiteten Verständnis von Idol im Rahmen der Popkultur durch spezifische Eigenschaften und Zuschreibungen unterscheidet, auch wenn die Entlehnung der Bezeichnung aidoru vom englischen idol fälschlich eine Identität in der Sache suggeriert.

## Eigenschaften
Der Begriff Aidoru bezieht sich vorwiegend auf junge Frauen um die Zwanzig, die als kawaii angesehen werden und primär über ihr äußeres Erscheinungsbild und über ihre Publizität in den Massenmedien Ruhm erlangen. Kawaii bedeutet wörtlich übersetzt hübsch oder niedlich, gelegentlich auch mit einer zumeist latent sexuellen Konnotation, die aber über die Eigenschaft des Begehrenswerten selten hinausgeht. Die japanische Shōjo-Kultur verbindet mit dem Begriff kawaii grundsätzliche ästhetische Werte, die das Ideal-Bild der Frau/Tochter/Schwester mit nicht sexueller Konnotation in Richtung nicht-sexueller, idealisierter femininer Schönheit und darin einschließend auch moralischer Werte betonen. Insbesondere das weibliche Aidoru/Idol wird daher als Repräsentant dieses Idealbildes der japanischen Frau und als Sinnbild für die konservativen moralischen Werte der japanischen Kultur verstanden und vermarktet.
Davon abweichend werden Idole mit ausdrücklich erotischer Konnotation, insbesondere Erotikmodelle, als Gravure Idol (グラビアアイドル, gurabia aidoru, von englisch gravure = Tiefdruckverfahren für Fotos) und Pornodarstellerinnen als AV Idol (von Adult Video) bezeichnet. Auch männliche Darsteller wie Masahiro Nakai (auch Nakai-kun) von der Gruppe SMAP werden mitunter als Idole bezeichnet (und definieren sich selbst über ihren Status als Idole), ihre Prominenz gründet jedoch vorwiegend auf ihrer Tätigkeit beispielsweise im Film oder Musikgeschäft und entspricht eher dem im westlichen Kulturkreis verbreiteten Verständnis von Idol oder Star in Bezug auf Schauspieler und Musiker. Anders als die im westlichen Kulturkreis und auch in Japan bekannten und etablierten Stars sind japanische Aidoru/Idol jedoch vorwiegend weiblich und häufig als Sänger und Schauspieler in Kino und Fernsehen (Tarento), aber auch Models (im Falle von Frauen) für Männermagazine wie Freitag und Shūkan Gendai tätig.

## Definition

### Rollen und Ausbildung
Idols sind Unterhaltungskünstler, denen ein künstliches Image antrainiert wird um eine möglichst große Fangemeinde als Konsumenten zu gewinnen. Talentagenturen kommerzialisieren ihre Idols, indem diese von den Agenturen in sehr jungen Jahren – meist Teenager oder jünger – rekrutieren. Diese haben meist kaum oder gar keine Erfahrungen in der Unterhaltungsbranche und werden daher als „aufstrebende Stars“ vermarktet. Idols werden auf Basis ihres Images, ihrer Attraktivität und ihrer Persönlichkeit vermarktet. Das Hauptziel eines Idols ist es, „Träume zu verkaufen“ und dem Hörer eine Fluchtmöglichkeit vor Alltagsproblemen zu bieten. In erster Linie sind Idols Sänger, werden aber auch in anderen Unterhaltungsbereichen wie dem Schauspiel, Tanz und dem Modeln ausgebildet. Die Art der Rekrutierung und Ausbildung von Idols wurde von Johnny Kitagawa, dem Gründer der Talentagentur Johnny & Associates, geschaffen und findet bis heute Anwendung in der Idol-Industrie, wie etwa bei koreanischen Idols im K-Pop, wobei koreanische Idols ein sehr strenges Training durchlaufen, während von japanischen Idols lediglich erwartet werde, „süß“ und eher Unterhalter anstatt ein Künstler zu sein.
Oft verbringen Idols ihre Zeit isoliert von Familie und Freunden, da sie einen straffen Zeitplan verfolgen. Manche Agenturen halten Aufträge gezielt zurück um diese kurzfristig an ihre Künstler auszuhändigen. Damit soll verhindert werden, dass ein Idol eine Auszeit nimmt. Andere Agenturen trainieren ihre Künstler nicht rigoros, sondern vermarkten diese als Amateure, die im Laufe ihrer Karriere und der Unterstützung ihrer Fans Erfahrung sammeln. Obwohl sie in unterschiedlichen Entertainmentbereichen trainiert werden, wird von japanischen Idols nicht erwartet ähnliche Ergebnisse zu erreichen wie Personen, die eine professionelle Ausbildung in einem Entertainmentzweig durchlaufen haben. Aufgrund ihres künstlich erzeugtes Image werden Idols oftmals nicht als authentische Künstler betrachtet. Aus diesem Grund lehnen junge Schauspieler und Musiker das Idol-Label ab, da sie als professionell betrachtet werden wollen.
Musik von Idols werden generell dem J-Pop zugeordnet, wobei Talentagenturen diese meist als Idol Pop vermarkten. Viele Idols erreichen Erfolg als Teil einer Idol-Gruppe anstatt als Solokünstler. Innerhalb solcher Gruppen hat erhält jedes Mitglied eine Rolle. So gibt es eine Person, die bei Choreografien als Center fungiert, der auf Konzerten im Mittelpunkt steht und somit den größten Fokus erhält. Ein anderes Beispiel ist die Rolle des Leaders (Anführer), welche oftmals dem ältesten oder dem erfahrensten Mitglied der Gruppe zuteilwird. Der Leader fungiert als Ansprechperson für die anderen Mitglieder und den übrigen Beteiligten.

### Öffentliche Wahrnehmung
In der Öffentlichkeit werden Idols als Rollenmodell angesehen. Das Privatleben und Ansehen kann von ihren Talentagenturen oft stark kontrolliert werden. Verbote für Idols erstrecken sich vom Tabak- und Alkoholkonsum in der Öffentlichkeit oder das Führen von romantischen Beziehungen.

### Kostüme

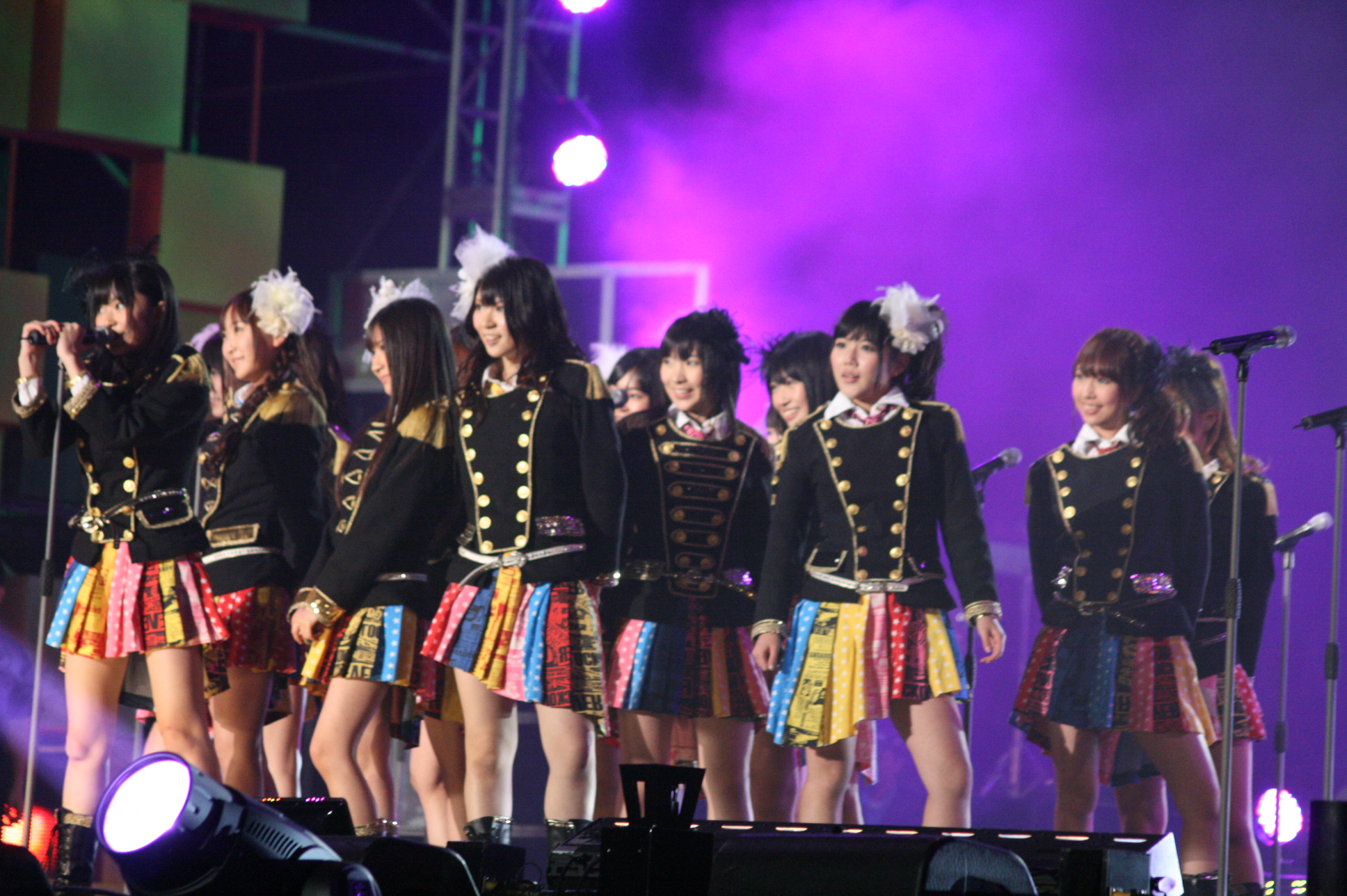
AKB48 machten stilisierte Schuluniformen als Kostüme populär.

Idols bestreiten ihre Auftritte in aufwendig gestalteten Kostümen. Diese werden für jedes Lied in einem Werbezyklus oder Verabschiedungen (siehe Ausstieg) angefertigt. Manche Gruppen haben überdies einen eigenen Kostümdesigner. So wurden für die Idol-Gruppe AKB48 seit 2017 mehr als 1.100 Kostüme angefertigt. Die Kostüme, die von weiblichen Idols getragen werden, werden generell als „süß“ beschrieben, die von männlichen Kollegen hingegen als „cool“.
In vielen Idol-Gruppen wird die Schuluniform als Standardkostüm genutzt. Die Integration der Schulinform in der japanischen Idol-Industrie geht auf die Gruppe Onyanko Club zurück, welche im Jahr 1985 debütierte und „Schule“ als Grundkonzept nutzte. Nach der Trennung der Gruppe im Jahr 1987 begannen andere Gruppen wie CoCo und Ribbon, zwei Gruppen die vom Fernsehsender Fuji TV aufgestellt wurden, Schuluniformen bei ihren Auftritten zu tragen, gefolgt von Seifuku Kōjō Iinkai im Jahr 1992 und Morning Musume Anfang der 2000er. Als die Gruppe AKB48 im Jahr 2006 debütierte, nutzten die Mitglieder individuelle, leicht abgewandelte Kostüme, die auf die Schuluniformen basieren und übertrugen diese auf ihre Schwesterngruppen Sakura Gakuin und Sakurazaka46 mit leichten Änderungen, die zum Image der Gruppen passen.
Im Jahr 2017 schrieb Nihon Tarento Meikan, dass die stilisierten Schuluniformen dank der Gruppe AKB48 durch ihre einzigartigen Designs große Popularität genießen. Unter männlichen Fans gewann die Schuluniform aus Nostalgiegründen große Beliebtheit, während diese bei Mädchen lediglich aufgrund von Anime erst ab 2010 einen Beliebtheitsanstieg verzeichnete.

### Ausstieg
Von japanischen Idols wird in der Regel erwartet, dass diese nach dem Ausstieg aus der Idol-Industrie, einen Karriewechsel vollziehen. Weibliche Idols verlassen die Branche durchschnittlich in einem Alter von 25 Jahren, während männliche Kollegen zwischen bis zu ihrem 30. bzw. 45. Lebensjahr in dieser verbleiben. Idols, die eine Gruppe verlassen erhalten oftmals ein Abschiedskonzert, die als Graduation (auf Deutsch etwa Schulabschluss, Japanisch 卒業式 sotsugyō-shiki) bekannt sind.
Der Begriff geht auf die Idol-Gruppe Onyanko Club zurück, dessen jugendlich anmutendes Konzept Ähnlichkeiten mit einem Schulclub aufwies und die letzte Single mit Miharu Nakajima um den Zeitraum des Schulabschlusses veröffentlicht wurde. Auch wurden für den Ausstieg eines Mitglieds die Begriffe Rückzug oder Trennung verwendet. Graduation als Begriff für das Ausscheiden eines Gruppenmitglieds oder die Auflösung der gesamten Gruppe wurde in den 1990er-Jahren während des Revivals von Idol-Gruppen wieder vermehrt verwendet als der Produzent Tsunku, der die Gruppe Morning Musume produziert, den Begriff als Euphemismus für den Ausstieg eines Gruppenmitglieds verwendete. Ein Idol, welches mit einem Konzert aus der Industrie verabschiedet wird, wird von der Gesellschaft als positiv empfunden, während eine Vertragsauflösung oder freiwilliger Rückzug kritisch betrachtet und meist mit einem Skandal in Verbindung gebracht werden.

## Geschichte

### 1960er- bis 1980er-Jahre: Nachkriegszeit und erste Idols

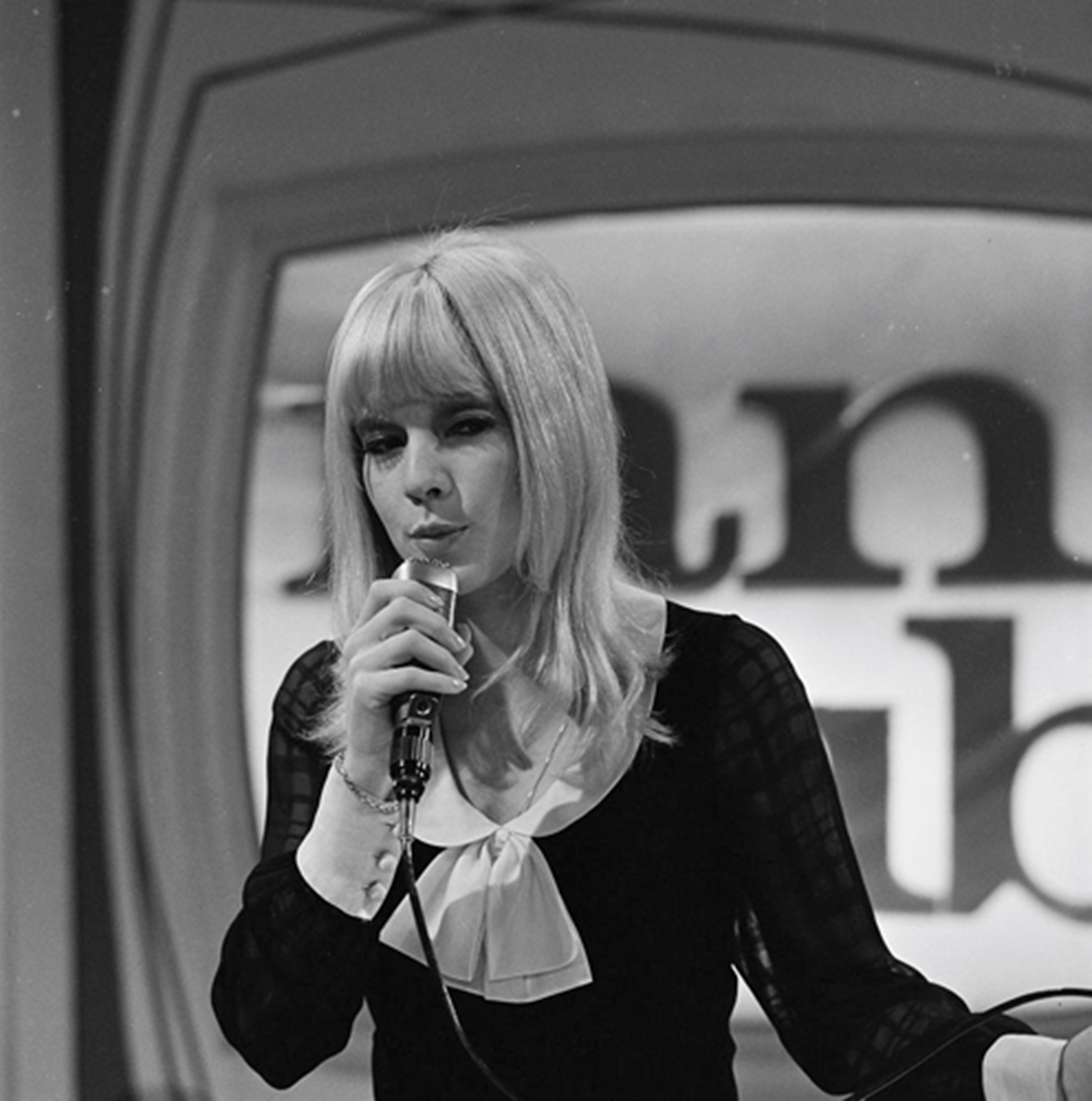
Sylvie Vartan (1966) war der ursprüngliche Inbegriff der Bezeichnung Idol, nachdem ihr Auftritt im Film Cherchez l'idole (1964) in Japan positiv wahrgenommen wurde.

Die Popularität von Sängerinnen kann bis zu den 1960er-Jahren zurückverfolgt werden. In dieser Zeit erlebte Sayuri Yoshinaga, eigentlich eine Filmschauspielern, auch als Musikerin erste nationale Erfolge. Auch die Takarazuka Revue und Theatershows der Meiji-Periode erfreuten sich großer Beliebtheit. Im Jahr 1962 gründete der US-amerikanisch-japanische Unternehmer Johnny Kitagawa seine Talentagentur Johnny & Associates und stellte mit den Johnny’s seine Gruppe zusammen, die in der Nachbetrachtung als erste Idol-Gruppe Japans bezeichnet wurde. Kitagawa wird außerdem zugeschrieben, der Erfinder des so genannten Idol-Trainee-Systems zu sein, in denen potenzielle Talente bereits in jungen Jahren unter Vertrag genommen und bis zu ihrem offiziellen Debüt in Gesang, Tanz und Schauspiel ausgebildet werden. Dennoch wurde das Konzept eines Idols bis zum November des Jahres 1964 definiert. Erst mit dem Erscheinen des französischen Kinofilms Cherchez l'idole, welcher in Japan unter dem Titel Aidoru o Sagase (アイドルを探せ) in welchem die Schauspielerin Sylvie Vartan mitspielte, wurde eine Definition gefunden. Vartans Lied La plus belle pour aller danser allein in Japan mehr als eine Million Mal verkauft. Sie wurde für ihr jugendliches, süßes Aussehen und musikalisches Talent verehrt, was dazu führte, dass die japanische Unterhaltungsbranche den Begriff Idol Sängerinnen zuschrieben, die eine ähnliche Ästhetik zeigten.
Das Fernsehen hatte einen großen Impakt auf die Popularität des Phänomen des Idol. Mit dem Beginn der 1970er-Jahre wurden viele Idols durch Casting-Programme rekrutiert. Die Verfügbarkeit eines Heimfernsehgeräts ermöglichte den Zuschauern eine größere Zugänglichkeit um Idols sehen zu können im Vergleich zu einem Gang ins Theater. Momoe Yamaguchi, Junko Sakurada, Saori Minami und Mari Amachi sind Beispiele für Idols, die durch das Fernsehen rekrutiert wurden und in ihrer Zeit eine gewisse Bekanntheit erreichen konnten, ebenso wie die in dieser Zeit aktiven Gruppen Candies und Pink Lady. Die Karriere von Saori Minami wurde von Masayoshi Saka als Wendepunkt beschrieben, in der jugendliche Stars bei den Mainstreammedien große Beliebtheit erfuhren. Lieder wurden von mehreren Songwritern und künstlerischen Leitern geschrieben mit dem Ziel, einen Fuß in der unpolitischen Jugendkultur zu fassen. Idols erfreuten sich im Verlauf der 1970er-Jahre einen stetigen Anstieg in ihrer Popularität, da sie dem Publikum eine Fluchtmöglichkeit vor politisch motivierter Gewalt und den radikalen Studentenbewegungen boten.
Idols wurden aufgrund ihrer kurzen Karrieren als flüchtig und kurzlebig empfunden, da man nach dem Ausstieg aus der Branche meist nichts mehr von diesen Personen wahrnahm. In nur einem einzigen Jahr konnten zwischen 40 und 50 Idols debütieren um kurz danach wieder aus der öffentlichen Wahrnehmung zu verschwinden. Nur wenigen Idols gelang es in dieser Zeit über mehrere Jahre in der Öffentlichkeit präsent zu sein und vermarktet zu werden oder ausgehend von ihrer Beliebtheit eine Folgekarriere z. B. im Musikgeschäft aufzubauen. In der Öffentlichkeit repräsentierten Idols einen bestimmten Charakter, wie zum Beispiel ein jungfräuliches Image und wahrten so die Illusion der Perfektion. Andere Beispiele umfassten, dass man öffentlichte Toiletten vermeiden und die Beantwortung von Interviewfragen nach ihrem Lieblingsessen feminin klingenden Antworten wie Erdbeeren oder Shortcake.
Weibliche Fans sahen in den Idols zunehmend Frauen, die stellvertretend für andere Frauen in Beruf und Öffentlichkeit in der noch immer patriarchal dominierten japanischen Gesellschaft zu Reichtum und Erfolg gelangten.

### 1980er– und 1990er-Jahre: Das „Goldene Zeitalter“

Akina Nakamori zählt zu den Idols, die die 1980er-Jahre prägten.

Den Einfluss, den Idols im japanischen Fernsehen der 1980er-Jahre hatten, ist als das „goldene Zeitalter“ bekannt, was teilweise auch auf der Economic Bubble und dem wachsenden kommerziellen Interesse zurückgeführt werden kann. Bekannte Persönlichkeiten, die diese Zeit prägten sind Seiko Matsuda, Akina Nakamori, Kyōko Koizumi und die Gruppe Onyanko Club. Fernsehsendungen, in denen Idols zu sehen waren, erfreuten sich hoher Einschaltquoten. Zudem dominierten Idols die heimische Popmusikszene der 1980er-Jahre. Das Unternehmen Dentsu erfand zudem das CM-Idol-Modell, in welchen Idols durch das Auftreten in Werbeeinspielung Bekanntheit erlangen konnten.
Die Idol-Gruppe verschob das Idol-Image von professionellen Stars hin zu einfachen Schülerinnen, die im Laufe ihrer Karriere Erfahrung sammeln. Auch gilt die Gruppe als Erfinder des so genannten Graduation-Systems, bei der ältere Mitglieder, die die Gruppe verlassen, durch jüngere neue Mitglieder ausgetauscht werden. Der Name des Systems wurde so gewählt, da die Gruppe das Image eines Schulclubs aufgebaut hatte. Die Gruppe verhalf der Idol-Branche dabei, dank der Beliebtheit ihrer eigenen Varietyshow eine engere Anbindung an das Fernsehen knüpfen zu können. Zudem wurde der visuelle Aspekt für den Genuss der Musik immer wichtiger.
Zur selben Zeit erfreuten sich auch männliche Idols großer Beliebtheit, allen voran Idols der Agentur Johnny & Associates, die Prinzip des singenden und tanzenden Idols normalisiert haben. Allerdings erfreuten sich nur sehr wenige männliche Idol-Gruppen anderer Agenturen eines ähnlichen Erfolges, da Johnny Kitagawa bis zu seinem Tod im Jahr 2019 die Medien quasi unter Kontrolle hatte und Programme unter Druck setzte, damit diese keine Gruppen von anderen Unternehmen einzuladen.

### 1990er- und 2000er-Jahre: Stagnation undChidol-Boom

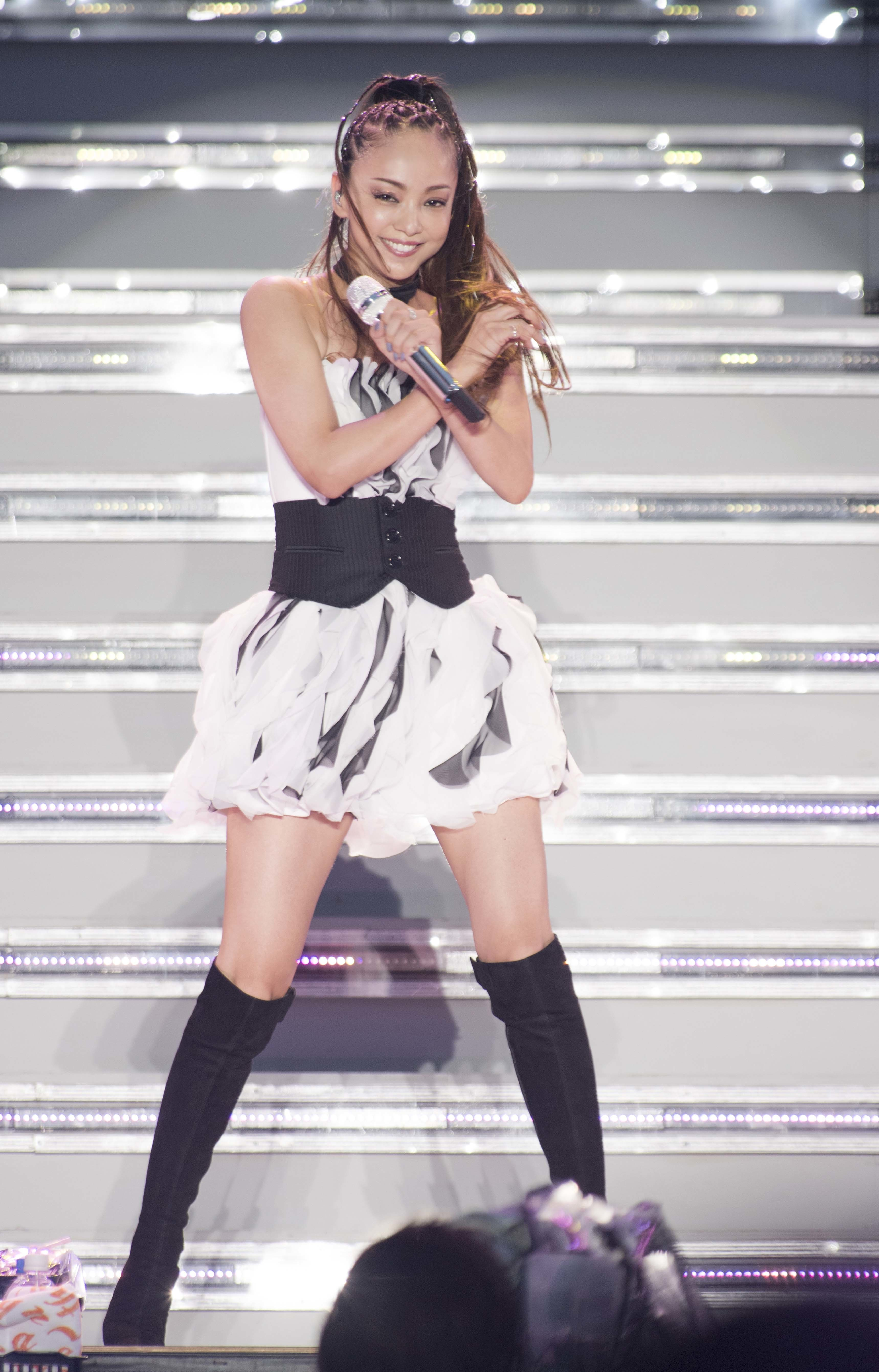
Namie Amuro war in den 1990er-Jahren bei jungen Mädchen populär, auch obwohl sie das Idol-Label ablehnte.

Ab 1985 schwand die Popularität, nachdem sich die Öffentlichkeit vom Idol-System desillusioniert zeigte. Mit Beginn der 1990er-Jahre begann das Interesse an Idols sinken, die Fernsehzuschauer verloren das Interesse an Musik- und Castingshows, teilweise durch eine Veränderung der gesellschaftlichen Haltung nach dem Platzen der Bubble Economy geschuldet. Die Medienlandschaft prägte den Begriff Winterperiode der Idols (アイドル冬の時代 Aidoru Fuyu no Jidai), um die Stagnation der Idol-Industrie Anfang der 1990er-Jahre zu beschreiben.
Immer mehr junge Menschen, die in dieser Zeit in der Unterhaltungsbranche tätig waren, strebten danach als Künstler anstatt als Idol angesehen zu werden. Während des Rückgangs änderte sich die öffentliche Wahrnehmung von Idols unerfahrenen Amateuren zur starken, eigenständigen Frau, teilweise auch aus dem Grund um das öffentliche Image von Seiko Matsuda einzuholen. Namie Amuro, die als Frontsängerin der Band Super Monkey’s große Bekanntheit erlangen konnte, fand großen Zuspruch unter jungen Mädchen, die begannen ihr Auftreten zu imitieren. Zur gleichen Zeit fand auch die Gruppe Speed eine Anhängerschaft. Während Idols immer weniger in den Massenmedien auftraten, sorgte die Popularität der Gruppe Onyanko Club in den 1980er-Jahren für einen Anstieg an Idol-Gruppen mit großer Mitgliederzahl, welche in den 1990er-Jahren debütierten und bei Independent-Labels unter Vertrag kamen. Diese Idol-Gruppen wurden als so genannte Underground Idols bekannt. Aufgrund der mangelnden Publicity von Idols im Fernsehen, begannen einige Gruppen damit, sich dem Internet als Vermarktungskanal zuzuwenden. Im Jahr 1997 trat mit Kyoko Date erstmals ein virtuelles Idol in Erscheinung. Mit der Veröffentlichung der Gesangssoftware Hatsune Miku wurde Vocaloid bei Hobby-Produzenten populär, die wiederum Hatsunes Avatar nutzten um ihre Lieder zu choreografieren.
Die Agentur Johnny & Associates beobachtete die Entwicklung ihres ehemaligen Schützlings Hirohide Yakumaru, ehemals bei Shibugakitai aktiv, der nach seiner Zeit als männliches Idol Bekanntheit als Conférencier in Varietyshows erreichen konnte, was dazu führte, dass die Agentur damit begann, Persönlichkeiten für seine Künstler zu kreieren und diese zu vermarkten. Gruppen der Talentagentur Johnny & Associates zogen kurz darauf wieder mehr Aufmerksamkeit auf sich, auch in Hongkong und Taiwan, was andere Gruppen zum Anlass nahmen, es den Johnny-Gruppen gleichzutun.
Mitte der 1990er-Jahre erfolgte ein signifikanter Anstieg an Idols im Grundschulalter, was die Medien als Chidol-Boom bezeichneten. Der Begriff Chidol wurde von Akio Nakamori in einem Artikel des Weekly-Spa!-Magazins eingeführt. Dieser Begriff wurde in den 2000er-Jahren immer seltener genutzt und schließlich durch das Wort Junior Idol ersetzt, um den jungen Idols eine Legitimation in der Idol-Branche zu geben und den Fokus auf ihr Alter abzulenken.

### Seit 2000: Mix-Media-Strategie undIdol-Warring-Periode

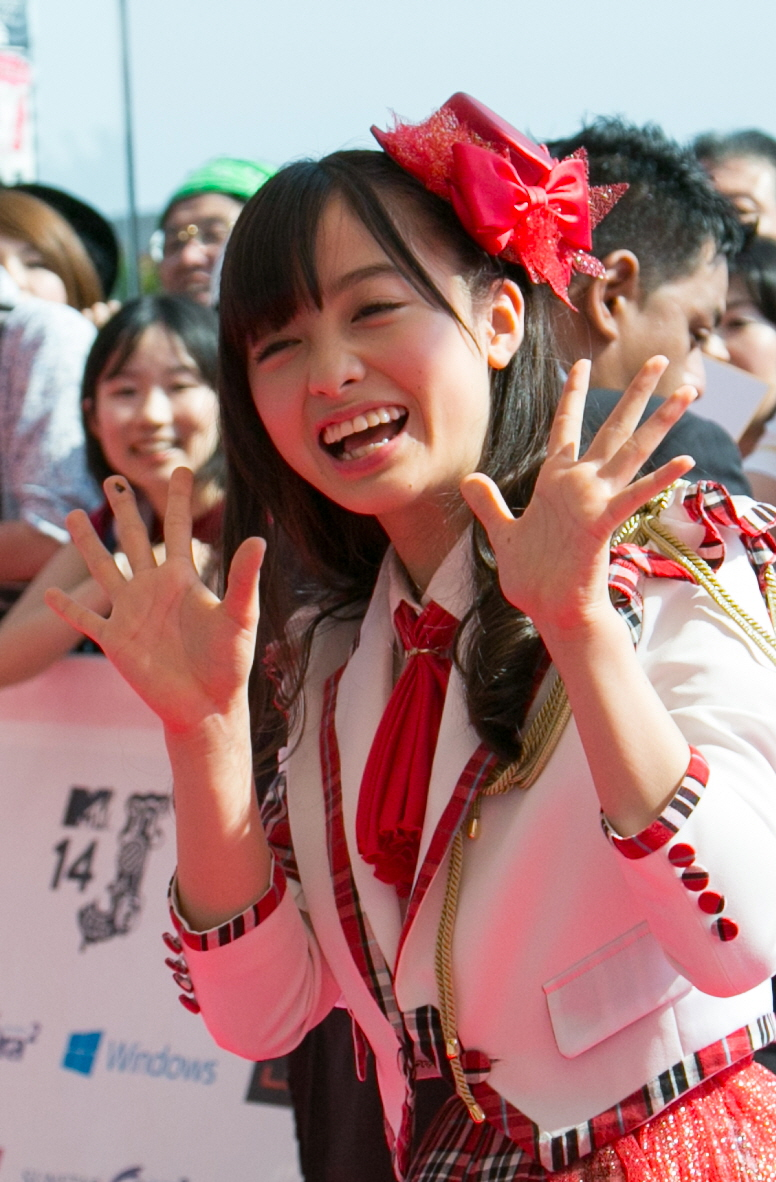
Kanna Hashimoto, ein ehemaliges Mitglied der Gruppe Rev. from DVL. Die Gruppe startete als lokale Idolgruppe. Nachdem ein Fanfoto 2013 viral gegangen war, schaffte die Gruppe den Sprung in den Mainstream.

Anfang der 2000er-Jahre erfuhren Idol-Gruppen nach dem Debüt der Musikgruppe Morning Musume und der Gründung ihres Musical-Kollektivs Hello Project! einen erneuten Anstieg in der Popularität. Ungefähr im gleichen Zeitraum erfuhren auch die Gravure Idols einen Anstieg an Konkurrentinnen, die in den Wettbewerb um Verkaufszahlen von Fotobüchern und Magazinen. Auch wurden erstmals Seiyūs wie Yui Horie, Nana Mizuki und Yukari Tamura als Idols vermarktet um beide Tätigkeitsfelder zu bewerben.
Während die Idol-Industrie im Jahr 2002 erneut einen kleinen Rückgang erlebte, debütierte drei Jahre später die Idol-Gruppe AKB48, welche später die Idol-Gruppe der Nation werden sollte. Die öffentliche Wahrnehmung von Idols hat sich diversifiziert, sodass jede Gruppe ein eigenes Konzept verfolgt, um eine gewisse Anhängerschaft anzuziehen. Um diese Diversität zu zelebrieren spielten AKB48 im Jahr 2007 gemeinsam mit Shoko Nakagawa und Leah Dizon ein Medley auf dem Kōhaku Uta Gassen.
In den 2010er-Jahren erlebte die Industrie einen rasanten Anstieg, was die Medien als Idol Warring Period (アイドル戦国時代 Aidoru Sengoku Jidai) bezeichneten. Der Anwalt Kunitaka Kasai bezeichnete das Internet als Auslöser für den rasanten Anstieg der Anzahl an Idols, da jeder Videos ins Netz stellen kann, und das Geschäftsmodell von AKB48 weitere Möglichkeiten zur Faninteraktivität offenbaren konnte. Auch das Fernsehdrama Amachan, welches 2013 im japanischen Fernsehen gezeigt wurde, trug zur Gründung vieler Idol-Gruppen bei, wobei ein Großteil dieser Gruppen als Local Idols starteten und in einem kleineren Umfeld aktiv waren. Manche lokale Idol-Gruppen schafften den Sprung in den Mainstream wie etwa Dempagumi.inc, Dorothy Little Happy und Rev. from DVL, wobei letztere davon profitierten, dass ein Foto des damaligen Mitglieds Kanna Hashimoto viral ging.
Seit 2010 findet zudem das größte Musikfestival für Idols, das Tokyo Idol Fest statt. Im Jahr 2017 traten mehr als 200 Idol-Gruppen und 1.500 Solokünstler auf, wobei das Festival von 80.000 Zuschauern besucht wurde. Im Jahr 2014 verfolgten mehr als 480.000 Menschen die Konzerte von Momoiro Clover Z, was die großte Zuschauerzahl aller weiblichen Künstler in Japan darstellte. Im Jahr 2017 traten mehr als 10.000 Mädchen als Idol in Japan auf. Mehr als 3.000 Idol-Gruppen waren im Jahr 2019 aktiv.
Zwischen 2013 und 2018 wurde die Boygroup Arashi in Umfragen von Oricon als populärste Gruppe in Japan gewählt. Andere männliche Idol-Gruppen fanden als Underground Idols, als Teil von Mix-Media-Projekten oder in 2.5D-Musicals zum Erfolg. Durch die Diversifikation der Idol-Industrie Anfang der 2010er-Jahre experimentierten manche Gruppen mit der japanischen Popmusik und mischten andere Musikrichtungen wie Alternative Rock oder Heavy Metal in ihre Musik unter. Als musikalische Vorreiter gelten BiS und Seiko Ōmori und wird in englischsprachigen Medien als Alternative-Idol-Bewegung bezeichnet. Diese erreichten aufgrund der Nutzung des Schockeffekts öffentliche und mediale Aufmerksamkeit. Außerdem nutzen Vertreter der Alternative-Idol-Bewegung ein düsteres Image anstatt der Norm der Industrie zu folgen.
Im Zuge der dritten Koreanischen Welle in Japan Mitte der 2010er-Jahre unternahm die japanische Idol-Industrie den Sprung in den K-Pop, was teilweise auf positive Resonanz stieß, zum Beispiel bei den japanischen Mitgliedern der K-Pop-Gruppe Twice. In den Folgejahren arbeiteten koreanische und japanische Unternehmen zusammen um Gruppen zusammenzustellen, die vom K-Pop beeinflusst sind, wie etwa Iz*One, JO1 oder NiziU.
Im Jahr 2016 wurde der Dokumentationsfilm Tokyo Idols – Die Pop Girls von Japan, welche drei Neuankömmlinge in der Branche sowie deren eingefleischte Fans, in der Regel Männer mittleren Alters, die viel Zeit und Geld aufwenden, um bei allen Auftritten ihrer Favoritinnen anwesend zu sein, begleitet.

## Arten japanischer Idols
Die Diversität der japanischen Idol-Branche führte zu der Entstehung einiger Marktnischen, die ein spezifisches Konzept verfolgen und eine bestimmte Personengruppe ansprechen sollen.
- AV Idols: (AV アイドル AV aidoru) AV (Adult Video) Idols bezeichnet in erster Linie Pornodarstellerinnen und Erotikmodels. Die Branche entwickelte sich ab den 1980er-Jahren in Japan.[74]
- Bandols: Als Bandols (バンドル Bandoru) werden Idol-Gruppen bezeichnet, in welchen die Mitglieder ihre Musikinstrumente selbst spielen und als Band auftreten. Der Begriff entstand Anfang der 2000er-Jahre als Abkürzung für die Phrase a new genre of neither bands nor idols (バンドでもないアイドルでもない新ジャンル Bando demo nai aidoru demo nai arata janru), welcher genutzt wurde um das Marketingkonzept der Band Zone zu beschreiben.[75][76][77]
- Gravure Idols: Gravure Idols (グラビアアイドル gurabia aidoru) sind ebenfalls Erotikmodels, die im Gegensatz zu AV Idols keine stark pornografischen Werke veröffentlichen, sondern erotisch provokative Bilder – etwa in Schwimmanzügen oder in Unterwäsche – für diverse Magazine oder Fotobücher, die an ein männliches Publikum gerichtet sind, anfertigen. Der Beruf des Gravure Idols entspricht etwa dem des Pin-up-Models.[78] Das in den 1970er-Jahren in Japan berühmt gewordene Model Agnes Lum wird als erstes Gravure Idol in der Geschichte bezeichnet, obwohl der Begriff zu diesem Zeitpunkt noch nicht existierte.[79] Der Begriff entstand im Jahr 1995, nachdem Akiko Hinagata bekannt wurde, um diese zu beschreiben. Die Branche erlebte in den 2000er-Jahren einen signifikanten Zuwachs[52][56], nachdem Frauen unterschiedlicher Körpertypen begannen, sich für diese zu interessieren.[79] Infolgedessen entwickelten sich unterschiedliche Subkategorien innerhalb der Gravure-Idol-Industrie. In den 2010er-Jahren erfuhr die Branche einen Rückgang, unter anderem der Popularität der Idol-Gruppe AKB48 geschuldet, dessen Mitglieder teilweise selbst in der Branche aktiv waren und die Nachfrage nach neuen Models sank.[79]

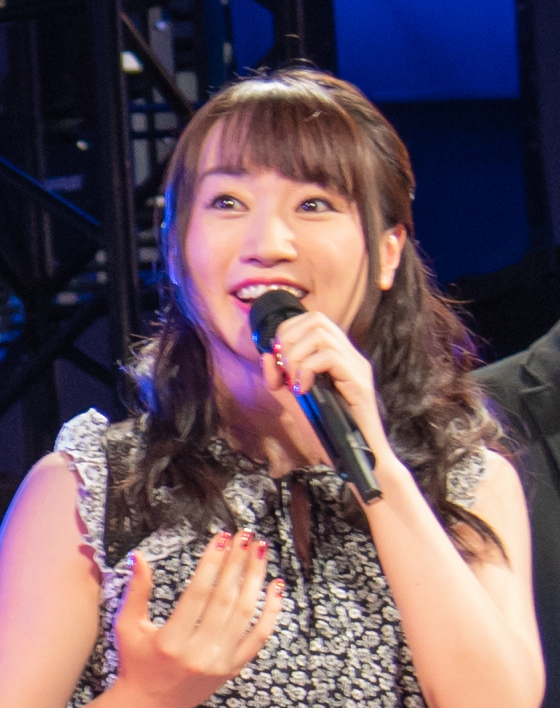
Nana Mizuki ist eine der ersten Synchronsprecherinnen, die als Idol vermarktet wurden.

- Idol-Synchronsprecher (アイドル声優 Aidoru seiyū): Bereits seit 1970er-Jahren gibt es Synchronsprecher, die neben ihren Sprechrollen in Anime und Videospielen, nebenbei eine erfolgreiche Karriere in der Musikbranche aufweisen können.[57][58] Erste Beispiele für Synchronsprecher, die ein Idol-mäßiges Image hochhielten, sind Toshio Furukawa und Tōru Furuya, welche eine größere weibliche Anhängerschaft nach der Gründung ihrer Band Slapstik erreichen konnten.[57] Nachdem die Anime-Industrie in den 2000er-Jahren begann, mehr Late-Night-Serien zu produzieren erfuhr der Begriff einen Bekanntheitsanstieg.[57] Während erste Synchronsprecher und Idols jeweils zufällig Einstieg in die andere Branche fanden, werden heutige Synchronsprecher von ihren Agenturen in beiden Bereichen ausgebildet und von ihren Labels als „Idol-Synchronsprecher“ beworben. Bekannte Beispiele sind unter anderem Yui Horie, Nana Mizuki und Yukari Tamura.[57]
- Japanisch-Koreanische Idols (日韓アイドル Nikkan aidoru): Koreanische und Japanische Agenturen haben in der Vergangenheit bereits des Öfteren japanisch-koreanische Idol-Gruppen ins Leben gerufen, wie etwa die Gruppe Route 0 im Jahr 2002[80], allerdings gewann der Begriff erst im Zuge der dritten Koreanischen Welle zwischen Mitte bzw. Ende der 2010er-Jahre, wieder an Bedeutung um die aus dieser Zusammenarbeit entstandenen Gruppen in Japan bewerben zu können, wobei das Styling, die Musik, die Präsentation und das Marketing als Teil der K-Pop-Branche betrachtet werden.[81][82] Jüngste Beispiele solcher Gruppen sind Iz*One, JO1 und NiziU.[83]

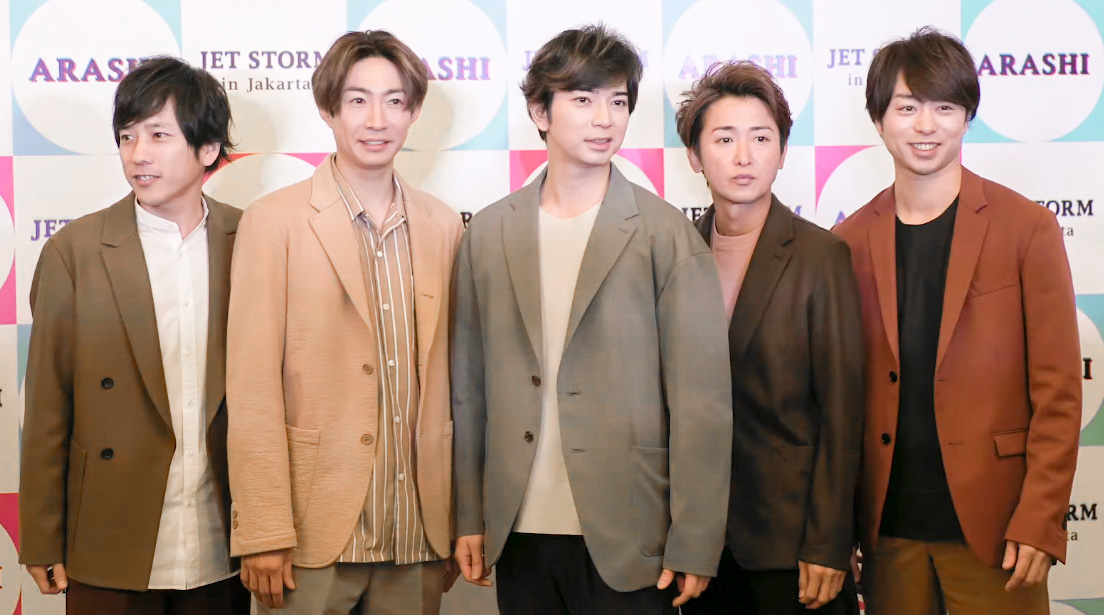
Arashi ist die kommerziell erfolgreichste Idol-Gruppe unter Johnny & Associates.

- Johnny’s (ジャニーズ Janīzu): Der Begriff beschreibt ausschließlich männliche Idols sowie Idol-Gruppen, die bei der Agentur Johnny & Associates unter Vertrag stehen, wie zum Beispiel Arashi oder SMAP, welche vor allem in Japan zu den erfolgreichsten Gruppen des Landes zählen.[36] Der Gründer der Agentur, Johnny Kitagawa, gilt als Begründer des Idol-Trainingssystems und war für die Popularisierung des Performance-Aspekts moderner Idols verantwortlich. Das Unternehmen hielt jahrzehntelang eine Monopol-Stellung für die Produktion männlicher Idols und Idol-Gruppen in Japan und war dafür bekannt, die Medien dahingehend unter Druck zu setzen, Berichterstattung konkurrierender Agenturen klein zu halten. Dies ist auch der Grund, weswegen kaum negative Presse über konzerninterne Idol-Gruppen publiziert wurden.[16][84][45]
- Junior Idols (ジュニアアイドル junia aidoru): Als Junior Idols werden Sängerinnen und Gravure-Models bezeichnet, die 15 Jahre und jünger sind. In den 1990er-Jahren wurden vermehrt junge Mädchen als Idol rekrutiert, was in den japanischen Medien als Chidol Boom (チャイドルブーム) bezeichnet wurde. Der Begriff Chidol ist ein Kofferwort aus Child und Idol und wurde erstmals von der Redakteurin Akio Nakamori des Magazins Weekly Spa! verwendet.[54] In den 2000ern wurde der Begriff seltener verwendet. Stattdessen etablierte sich der Begriff Junior Idol um ihre Legitimität innerhalb der Idol-Industrie zu stärken und den Fokus auf das Alter abzulenken.[55] Auch wenn dieser Zweig der Idol-Industrie in Japan nach wie vor legal ist[85], steht diese in der Kritik Kinder sexuell auszubeuten.[86][87] Viele Verleger von Junior Idols schlossen nach einer Gesetzesänderung im Jahr 2014, welcher besagt, dass Medien mit minderjährigen Idols als kinderpornografisches Material bewertet wird und dessen Besitz strafbar ist, ihr Geschäft.[88]

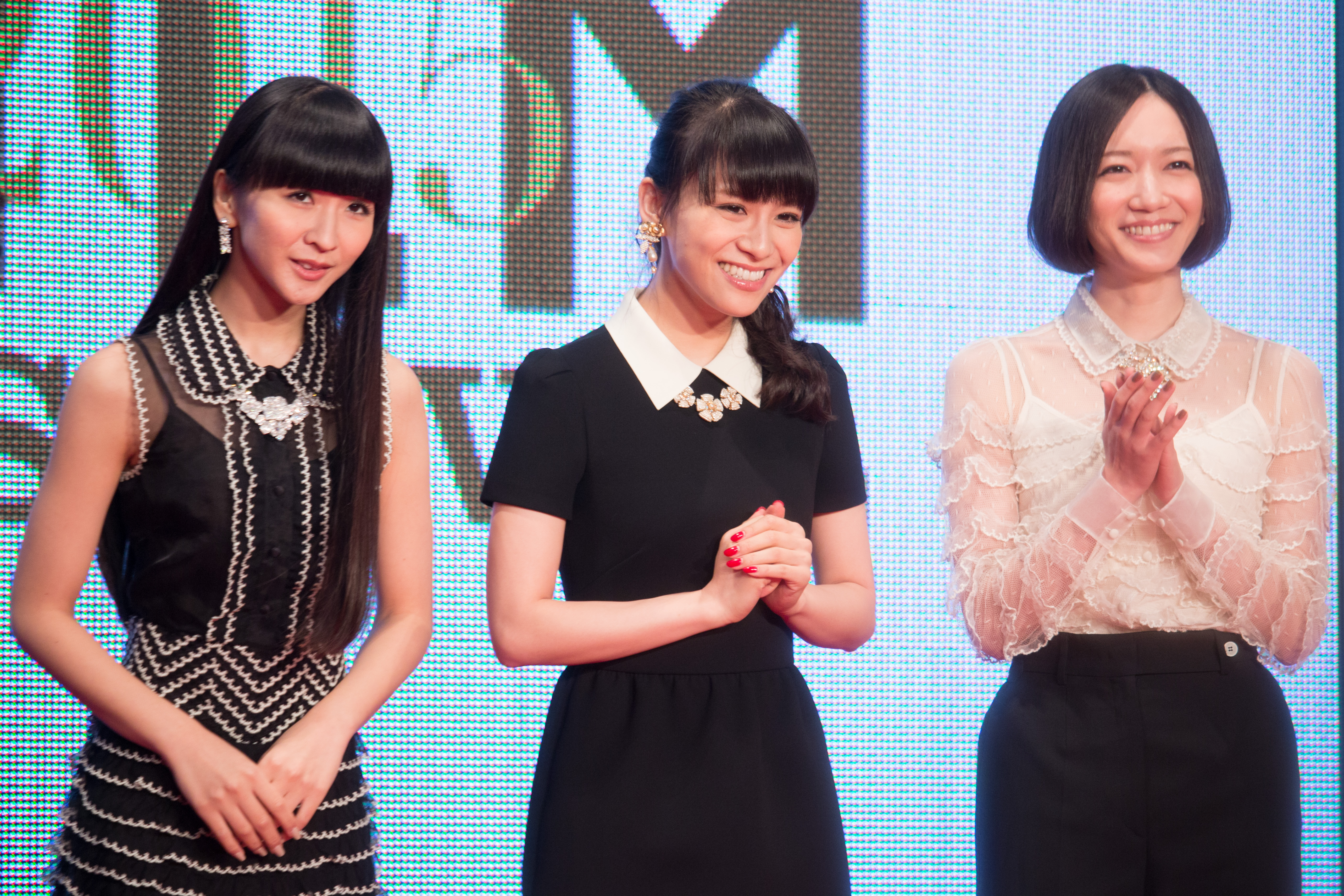
Perfume begannen als Local-Idol-Gruppe und zählen heute zu den erfolgreichen Gruppen in Japan.

- Local Idols (ローカルアイドル Rōkaru aidoru): Local Idols bestreiten ihre Aktivität lediglich auf regionaler Ebene, in denen die Möglichkeit zur Eigenwerbung eingeschränkt ist. Die Entstehung von lokalen Idol-Gruppen wurden bis ins Jahr 2000 zurückverfolgt, mit bekannten Gruppen wie Perfume und Negicco.[61] In der so genannten „Idol-Kriegszeit“ in den 2010er-Jahren führte zu einem Anstieg von lokal aktiven Idols, der durch das Fernsehdrama Amachan weiter befeuert wurde.[61] Mamoru Onoda geht davon aus, dass es im Jahr 2021 ungefähr 2.000 lokale Idol-Gruppen gibt, die mehrheitlich selbst verwaltet werden. Der Erfolg von lokalen Idol-Gruppen ist stark von Mund-zu-Mund-Propaganda abhängig.[61] Bekannte Idol-Gruppen, die den Sprung in den Mainstream erfolgreich vollziehen konnten, sind zum Beispiel Rev. from DVL und Dorothy Little Happy.[61]
- Net Idols (ネットアイドル Netto aidoru): Net Idols sind Persönlichkeiten des Internets, wie etwa Influencer oder Webvideoproduzenten, die mit der Entstehung des Internets, eine neue Möglichkeit der Selbstvermarktung finden konnten und auf selbst gestalteten Internetseiten und Blogs ihr tägliches Leben diskutierten.[89] Anfang der 2000 verlegten Net Idols ihre Aktivitäten größtenteils auf Social Media und Video-Streamingplattformen. Ab dem Jahr 2007 gewannen so genannte Tanzvideos (踊ってみた odottemita) auf Videoplattformen wie Nico Nico populär. In diesen Videos tanzten die beteiligten Personen Choreografien aus Anime und anderen Idol-Gruppen nach.[90] Bekannte Videoproduzenten, die erfolgreiche Karrieren als Idol starten konnten, sind zum Beispiel Beckii Cruel oder Keekihime.[91][92]
- Virtual Idols (バーチャルアイドル Bāchuaru aidoru): Virtuelle Idols sind Avatare, die eine bestimmte fiktive Persönlichkeit oder einen fiktiven Charakter repräsentieren. Das erste fiktive Idol, welches den Durchbruch im Mainstream schaffen konnte, ist Lynn Minmay aus dem Macross-Franchise.[93] Das erste virtuelle Idol, Kyoko Date, trat im Jahr 1997 erstmals in Erscheinung.[48][94] Im Jahr 2007 veröffentlichte Crypton Future Media Hatsune Miku als Erweiterung der Vocaloid-Stimmdatenbank, welche großen Anklang bei Hobby-Liedtextern fand.[50][95] Die virtuelle Webvideoproduzentin Kizuna Ai tauchte erstmals im Jahr 2016 auf und sorgte für einen rasanten Anstieg an virtuellen YouTubern, die bei ihren Videos ebenfalls auf virtuelle Avatare zurückgreifen und auf Plattformen wie YouTube, Twitch und anderen Portalen veröffentlichen.[96]

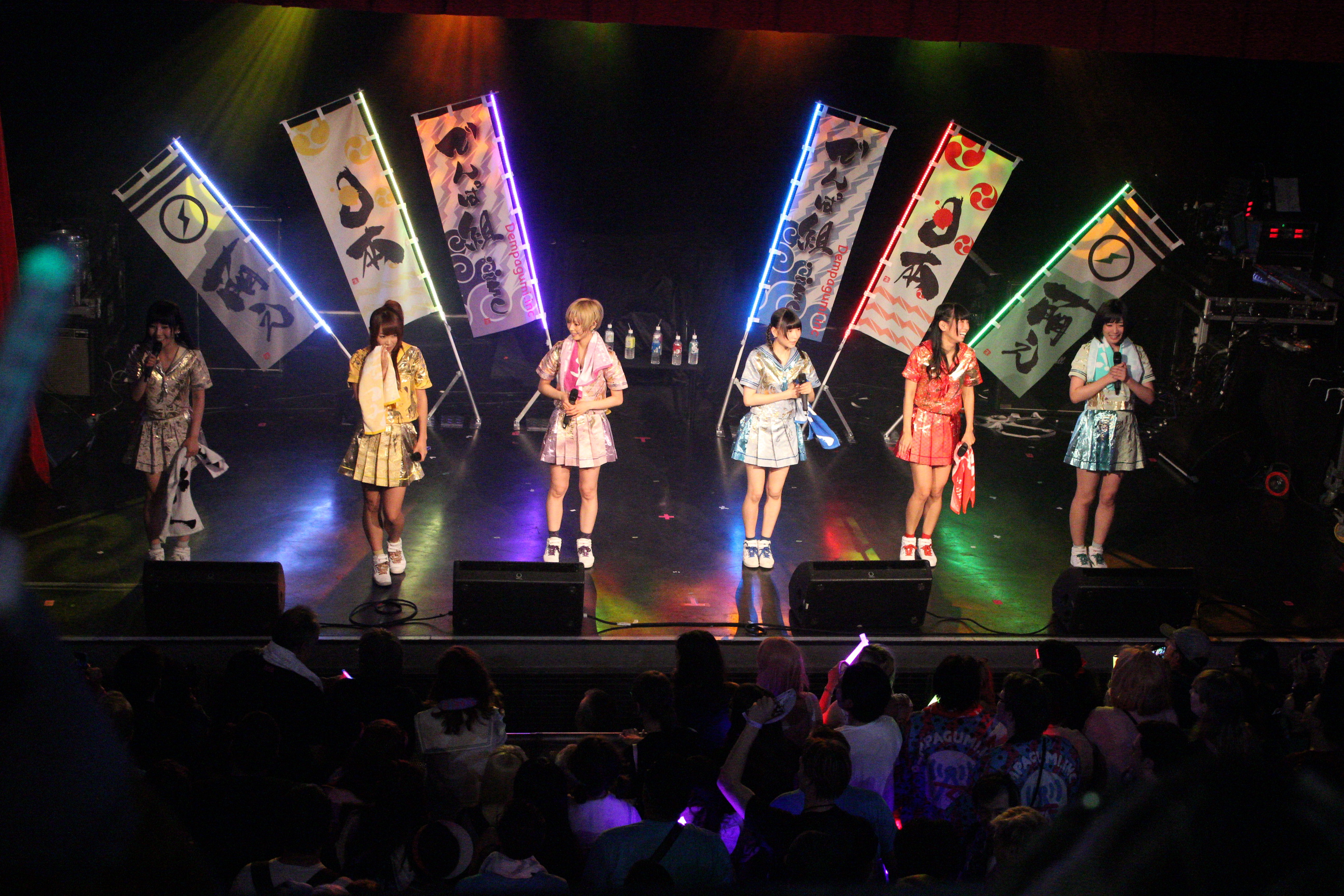
Dempagumi.inc, ist eine Akiba-kei-Idol-Gruppe, deren Musik von der Otaku-Kultur in Akihabara beeinflusst ist.

- Underground Idols (地下アイドル Chika aidoru): Underground Idols sind selbstverwaltete Idols, die in kleinen Konzerthäusern auftreten und daher auch als Live Idols (ライブアイドル raibu aidoru) bzw. Indies Idols (インディーズアイドル indīzu aidoru) bezeichnet werden.[97][47] Erste Underground Idols und Idol-Gruppen traten zu Beginn der 1990er-Jahre in Erscheinung, nachdem Idol-Gruppen mit großer Anzahl an Mitgliedern nach dem Erfolg von Onyanko Club an Popularität gewannen.[47] In der Underground-Idol-Szene werden erfolgreiche Mainstream-Idols als Above-Ground Idols (地上アイドル chijō aidoru) bezeichnet. Die Aktivitäten von Underground Idols fokussieren sich hauptsächlich auf Konzertauftritte anstelle von massiven CD-Verkäufen oder Musikverträgen bei großen Musiklabels, wodurch Underground Idols für die Fans „greifbarer“ erscheinen.[98][99] Als Beispiel für das Verhältnis zu ihren Fans werden Handshake-Events genannt, bei denen Fans zusätzlich die Möglichkeit eines gemeinsamen Fotos, so genannte cheki (チェキ) zu schießen.[99]
  - Akiba-kei Idols (アキバ系アイドル Akiba-kei aidoru): Eine Sonderform der Underground Idols sind die Akiba-kei Idols, die sich im Tokioter Stadtteil Akihabara gründen und die dortige Otaku-Kultur in ihr Erscheinungsbild einbeziehen. Tonträger von Akiba-kei Idol-Gruppen werden meist im Selbstverlag produziert, auf Veranstaltungen wie der Comiket verkauft und auf Plattformen wie Nico Nico beworben.[62] Eine beliebte Veranstaltungsstätte für Konzerte von Akiba-kei Idols ist die Akihabara Dear Stage.[62] Akiba-kei Idols bedienen größtenteils eine Nische der Idol-Industrie. Bekannte Akiba-kei-Idols, die den Sprung in den Mainstream schaffen konnten, sind zum Beispiel Dempagumi.inc und Haruko Momoi.[62][100] Die Musik von Akiba-kei Idols wird als abweichend von typischer Animemusik beschrieben, die auch keinen großartigen Bezug zum kommerziellen J-Pop aufweist, da viele Liedschreiber in der Szene dies eher als Hobby betrachten.[62] Musik von Akiba-kei-Idols finden sich stattdessen vermehrt in R-18-Spielen wieder.[62] Im Jahr 2007 nahm die Stimmdatenbank Vocaloid einen großen Einfluss auf die Akiba-kei-Musik und der Idol-Kultur.[62]
  - Alternative Idols: Alternative Idols bzw. Alt-Idols oder Anti-Idols, ist ein Begriff aus dem englischen Sprachraum, der Sänger und Gruppen beschreibt, die ein vom Mainstream abweichendes Image und Konzept verfolgen. Die Alternative-Idol-Szene wurde von Bis und Seiko Ōmori begründet und gewann durch die Nachfolgegruppe BiSH an Popularität.[66]

## Theorie
Hiroshi Aoyagi, Außerordentlicher Professor für Kulturanthropologie an der Kokushikan-Universität, ist der Meinung, dass die japanischen Idole die moderne Version der Geisha seien. Die Hauptaufgabe der Geisha war es, im traditionellen Japan in der stilisierten künstlerischen Interpretation das Idealbild weiblicher Schönheit zu personifizieren. Er zieht auch Parallelen zu rituellen Praktiken in anderen Kulturen. Während traditionelle Institutionen im Ergebnis der Modernisierung und Industrialisierung wegbrechen, so Aoyagi, erfüllten zunehmend die Massenmedien diese Funktion. Die in ganz Japan bekannten Teenie-Idole spielten also tatsächlich eine bedeutende Rolle, in der sie dem Publikum dessen Kultur darstellen und repräsentieren.

## Fankultur

### Fanaktivitäten

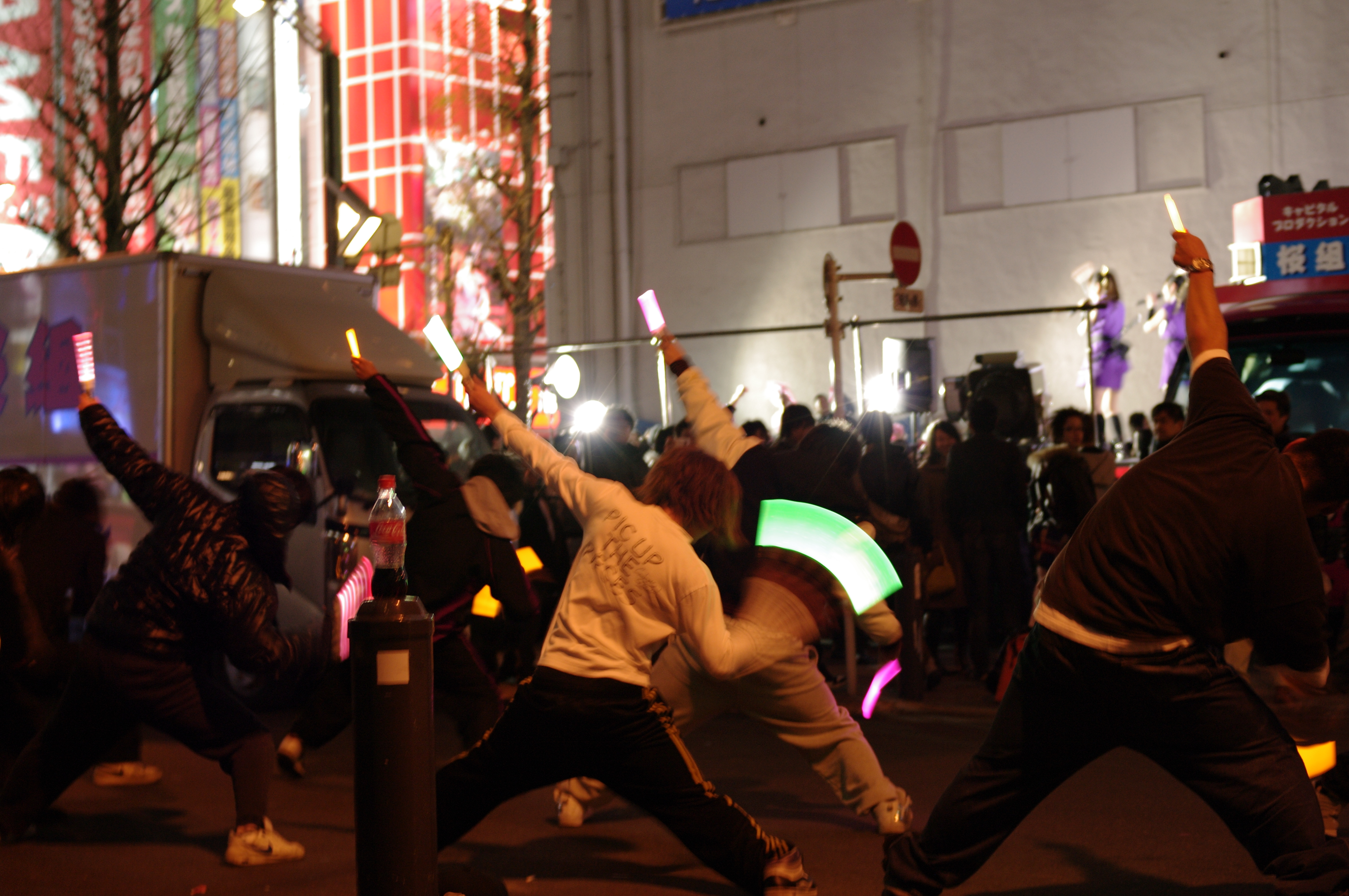
Eine Gruppe Idol-Fans praktiziert den Wotagei.

Passionierte männliche Idol-Fans werden im Allgemeinen als wota (ヲタ) bezeichnet. Der Begriff ist eine abgewandelte Form der Bezeichnung Otaku. Ab etwa 1980 bilden viele männliche Fans Jubelgruppen, die als Bodyguard (親衛隊 shin'eitai) bezeichnet werden um ihre Idole bei Konzerten oder öffentlichen Auftritten zu unterstützen. Während solcher Veranstaltungen praktizieren die Wota den so genannten Wotagei, eine organisierte Reihenfolge aus Fangesang und Tanz um ihre Anerkennung gegenüber den Idols auszudrücken. Fangesänge, bei dem der Name des Idols nach jedem Takt gerufen wurde, wurde durch Fans des Idols Mari Amachi in den 1970er-Jahren populär und ist eine Anspielung auf ihren Auftritt im Fernsehdrama Jikan desu yo aus dem Jahr 1971.
Da die japanischen Medien wenig bis gar nicht über Tabutthemen und kontroverse Situationen berichten (siehe Selbstzensur), haben Fans großen Einfluss auf die Verbreitung von wenig beachteten Nachrichten über soziale Medien.
Die Fankultur brachte diverse umgangssprachliche Begriffe hervor, darunter:
- DD, eine Abkürzung für daremo daisuki (誰でも大好き, Ich liebe alle bzw. jeden bedeutend), welcher Personen beschreibt, die kein Lieblings-Idol oder keine Idol-Gruppe favorisiert.[106] Der Begriff ist negativ behaftet.[107] Fans, die kein Lieblings-Idol oder Lieblingsgruppe haben, identifizieren sich selbst nicht als DD.[108] Eine Abwandlung von DD ist die Bezeichnung baku oshi (箱推し, etwa Unterstützer der ganzen Gruppe bedeutend) und impliziert die Unterstützung einer Idol-Gruppe im Ganzen.[109]
- Oshimen (推しメン), gekürzt Oshi (推し), bezeichnet das favorisierte Idol oder eine Lieblingsgruppe.[106]

### Interaktionen zwischen Idols und Fans

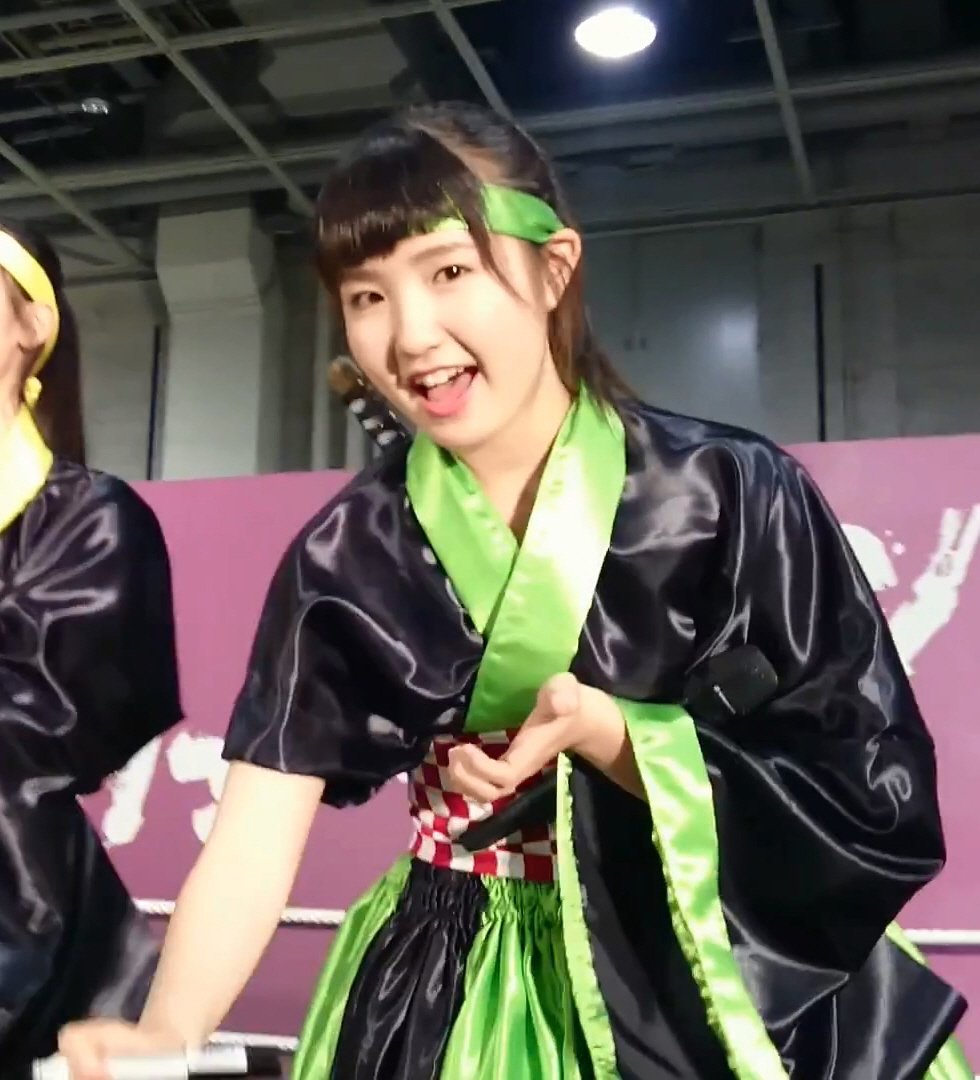
Hitomi Honda von AKB48 bei einem Meet-&-Greet-Event

Ein erwähnenswertes Merkmal, welches Idols von übrigen prominenten Persönlichkeiten abgrenzt, ist die Beziehung zu ihren Fans, da sie von ihren Agenturen absichtlich so vermarktet werden, eine große emotionale Bindung zu ihrer Fangemeinde zu besitzen. Die Fans werden als aktive Unterstützer aufgebaut, die die Geschichte des Idols auf ihren Weg zum professionellen Entertainer erzählen und werden als Geschwister, Kinder oder als Junge bzw. Mädchen von nebenan wahrgenommen, da sich Idols einfacher mit der Öffentlichkeit identifizieren können. Ein dokumentiertes Beispiel für Fans weiblicher Idols besteht teilweise Männern zwischen 30 und 40 Jahren, die eine Interaktion mit diesen suchen um eine Art Langzeitbeziehung aufzubauen ohne die Absicht, eine Familie aufzubauen oder mit den Umständlichkeiten außerhalb eines kontrollierten Umfelds umgehen zu müssen. Die Idol-Fankultur idealisiert die Idee des Moe, in der Verletzlichkeit als eine Eigenschaft von Attraktivität betrachtet wird.
Männliche Idols von Johnny & Associates zum Beispiel sollen weibliche Fans ansprechen, indem diese ein pseudoromantisches Ideal für diese Zielgruppe repräsentieren. Allerdings gibt es weibliche Fans, vor allem in Japan, die es vorziehen, sich in die Rolle des außenstehenden Beobachters begeben. Für jene ist die Abwesenheit anderer Frauen ein Weg die Handlungen zwischen den männlichen Idols zu beobachten und diese Interaktionen vorzustellen ähnlich wie Yaoi.
Fans geben Geld für Merchandising-Artikel und empfohlene Produkte aus, um ihre favorisierten Idols und Idol-Gruppen direkt zu unterstützen, und vergleichen dies mit „Geld für einen geliebten Menschen“ auszugeben. Manche Fans drücken ihr Glück darüber aus, jemanden, den sie bewundern, glücklich gemacht haben zu können. Hingebungsvolle Fans opfern ihre Karrieren und widmen ihr Erspartes der Unterstützung ihres Lieblings. Um diese Beziehung zwischen Fans und Idols zu verfestigen, organisieren manche Agenturen Meet-and-Greet-Veranstaltungen in Form von Handshake-Events, bei denen Fans die Möglichkeit haben, Fotos mit ihrem Lieblingsidol zu schießen, deren Hände zu schütteln und sich mit diesen zu unterhalten. Das Geschäftsmodell der Idol-Gruppe AKB48 eröffnete mit ihrem Idol-you-can-meet-Konzept weitere Möglichkeiten zur Faninteraktion. Ein Beispiel hierfür sind Abstimmungen, in denen Fans ihren Liebling innerhalb der Idol-Gruppe wählen können, womit diese direkt zum individuellen Erfolg eines Gruppenmitglieds beitragen. Da Idols und ihre Fans eine scheinbar innige Beziehung pflegen, fühlen diese sich betrogen, wenn Idols unerwünschte Nachrichten aus ihrem Privatleben bekannt geben, die mit dem Image, welches das Idol nach außen trägt, unvereinbar seien oder die Illusion, dass Idols exklusiv für ihre Fans da sind, zerstören.

## Einfluss

### Wirtschaft
Idols erscheinen oft als Werbefigur in Werbespots. In 50 bis 70 Prozent der Werbeeinspielungen in Japan spielen Idols eine Rolle. Das „CM-Idol“-Geschäftsmodell wurde von der Werbeagentur Dentsu 1980er-Jahren konzipiert und nutzt das öffentliche Ansehen des Idols als Vermarktungswerkzeug. Da die Karriere eines Idols von seinem Ansehen abhängig ist, kreiiern Agenturen diese anhand von Markttrend mit dem Ziel, den größtmöglichen Gewinn zu erzielen. Genauso wie das beworbene Produkt, dienen die Werbeeinspielungen als Cross-Plattform um die im Spot auftretenden Idols zu bewerben, indem sowohl das Produkt als auch das Idol in den Vordergrund gerückt werden. Bei Werbespots werden oft Idols, die zum Unternehmensbild passen, beauftragt. Von Idols, die einen Vertrag mit einer Marke abgeschlossen haben, wird erwartet, dass diese das Image der Marke aufrechterhalten oder gar verbessern. Es ist dem Idol verboten für konkurrierende Marken zu arbeiten. Vereinbarungen umfassen unter anderem Werbung in Magazinen, Onlinevideos und Auftritte in Fernsehserien. Idols stellen ab und zu sogar Musik und Jingles für Werbespots zur Verfügung. Die Idol-Industrie erwirtschaftet ungefähr eine Milliarde US-Dollar pro Jahr.

### Medien
Beginnend ab den 1980er-Jahren stiegen Unternehmen in den Wettbewerb ein um Idols mit Fernsehverträgen für Dramen auszustatten, was zur Entstehung des aktuellen Four-Season-Cour im japanischen Fernsehen führte. Auch wurden Variety-, Talk- und Musikshows populär, in denen Idols entweder als Gast oder als Star des Abends auftreten.

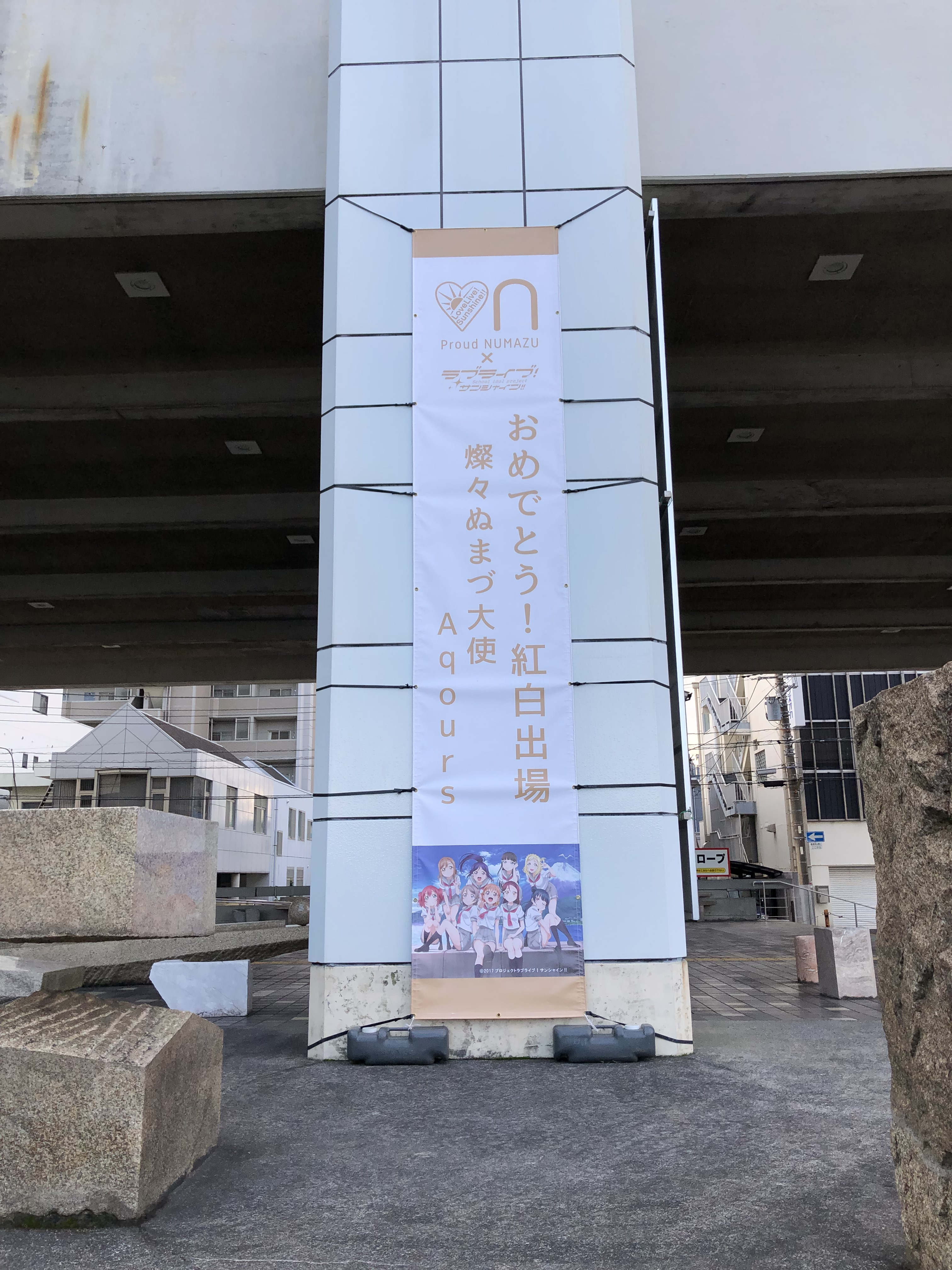
Ein Banner in Numazu beglückwünscht die fiktive Idol-Gruppe Aquours aus dem Love-Live!-Franchise zur Teilnahme am Kōhaku Uta Gassen im Jahr 2018.

Auch hat die Idol-Industrie zwischenzeitlich Einzug in anderen Branchen wie Anime oder Videospiele gefunden. Durch die Nutzung einer Media-Mix-Strategie haben viele Multimedia-Projekte fiktive Idols nutzen können um japanische Kultur und Ansion vermarkten zu können. Die Anime-Fernsehserie Creamy Mami, the Magic Angel des Studios Pierrot aus dem Jahr 1983 war die erste nennenswerte Serie, die eine Media-Mix-Strategie verfolgte. In dieser sprach die Synchronsprecherin Takako Ōta den Hauptcharakter und spiegelte diesen auf musikalischen Veranstaltungen; Die Serie wurde genutzt um Ōtas Karriere als Sängerin zu starten. Das erste fiktive Idol, welches den Weg in die Mainstreammedien bahnen konnte, ist Lyn Minmai aus dem Macross-Franchise. Ihre im Jahr 1984 veröffentlichte Single Ai Oboete Imasu kaerreichte Platz sieben der heimischen Singlecharts von Oricon. Ende der 2000er-Jahre wurde die Gesangssoftware Hatsune Miku bei Amateurmusikproduzenten populär, die ihren Avatar nutzen, um die Kompositionen zu performen. Auch war die Software ein wichtiger Einfluss für die Akiba-kei-Musik.
Anfang der 2010er-Jahre gewannen Idol-zentrierte Multimedia-Projekte wie Love Live!, The Idolm@ster oder Uta no Prince-sama an Beliebtheit. Der Erfolg dieser Projekte wird unter anderem am Managementaspekt, der in diesen Lebenssimulationsspielen genutzt wird, ausfindig gemacht, wobei das Idolm@ster-Franchise das erste ist, welches diesen Aspekt in seinen Spielen eingebunden hat. In diesen Spielen wird der Spieler in die Rolle des Produzenten versetzt, der mit den übrigen Charakteren interagiert und dessen Beiträge im Spielverlauf über den Erfolg seiner Idols entscheiden. Das Wachstum derartiger Multimedia-Projekte in Anime und Videospielen wurde auch als Versuch der japanischen Regierung betrachtet, die heimische Popkultur international zu mit über Cool-Japan-Initiative zu vermarkten. Musik, die von Idol-Synchronsprecher produziert wurden und fiktive Idols haben den Einzug in die heimischen Musikcharts gefunden, was Billboard Japan im Jahr 2010 den Anlass gab, die Hot-Animation-Charts zu initiieren, welche ausschließlich Veröffentlichungen von Anime- und Videospielmusik listet. Fiktive Idols werden wie echte Prominente behandelt. Idol-zentrierte Anime- und Videospielprojekte werden in Japan aufgrund der ähnlichen Prämisse um inneren Wettbewerb, dem Teambuilding-Charakter und der Ausnutzung des Odagiri-Effekts durch die Verwendung attraktiver Charaktere des gleichen Geschlechts, die miteinander interagieren, mit dem Sportgenre im Anime verglichen.
Die Idol-Fankultur ist mit Anime und Manga eng verbunden; die meisten Anime-Fans sind zudem auch Idol-Fans. Die Grundidee des Konzepts Moe, welches durch Anime popularisiert wurde, kann sowohl auf Idols als auch auf fiktive Charakter übertragen und angewendet werden. Manche Fans bevorzugen fiktive Idols, da diese niemals ihre Karriere beenden, aus Gruppen austreten oder in Skandale verwickelt sind. Eine Studie des Nomura Research Institute aus dem Jahr 2005 ergab, dass Idol-Fans die drittgrößte Gruppierung innerhalb der Otaku-Kultur ausmache. Die ersten beiden Plätze belegen Anime und Manga.
In den späten 2010er-Jahren nahmen Idol-Agenturen Einfluss auf das Geschäftsmodell von VTuber-Agenturen wie Hololive oder Nijisani, die einen Media-Mix aus Videospiel-Livestreaming, Entertainment und Musik nutzen.

### Kritik

#### Arbeitssituation
Das Idol-System wurde für seine sehr streng ausgelegten Regeln, den überfüllten Terminplan und der fast vollständigen Kontrolle des Privatlebens eines Idols durch ihre Agentur kritisiert. Die in der Idol-Industrie beschäftigten Personen werden mit Angestellten verglichen, denen es verboten ist, den Vorgesetzten zu widersprechen. Der Arbeitsrechtsaktivist Shohei Sakagura berichtet, dass Idols nur einen sehr kleinen Anteil von den Gewinnen erhalten und schlecht auf die Arbeitswelt vorbereitet werden, sobald diese die Branche verlassen, da viele Idols ihre akademischen Jahre dazu aufwenden um schlechte Arbeitsfähigkeiten zu erlernen. Rob Schwartz vom US-amerikanischen Billboard kritisierte zudem, dass die japanischen Medien aufgrund von Selbstzensur nur sehr selten über Kontroversen oder Vorwürfen, zum Beispiel über Machtmissbrauch berichten. Sasetsu Takeda schrieb im japanischen Ableger des Männermagazins GQ, dass viele Talentagenturen ihre Schützlinge trotz ihrer Beliebtheit fallen lassen und Angebote absichtlich zurückhalten würden, um Druck auf die betreffende Person auszuüben damit diese die Agentur freiwillig verlässt, während die Agentur der Öffentlichkeit mitteilt, dass die betroffene Person aktuell eine „Auszeit wegen einer Erkrankung“ nehme. Underground-Idol-Gruppen, die von kleinen Agenturen betreut werden besitzen teilweise weniger Schutz, da den individuellen Mitglieder mehrdeutig interpretierbare Verträge unterbreitet werden, die ein Idol oftmals für mehrere Jahre an einer Agentur bindet, während die Gehälter sehr gering sind und Kosten für Transport und Kostüme aus eigener Tasche finanziert werden müssen. Der Anwalt Kunitaka Kasai stellte heraus, dass das Management – vor allem bei Independent-Idol-Gruppen – sehr miserabel seien, da sie von Personen gegründet wurden, die keine Erfahrung haben um den Ansprüchen, die ein Idol in der Branche benötigt, entsprechen zu können.
Der Terminkalender wurde für seine Exzessivität kritisiert, da von Idols erwartet wird, auch im Krankheitsfall zu arbeiten. Miki Gonobe von Nikkan Sports merkte an, dass für Idols keine Gewerkschaft gebe und die Agenturen keine Notwendigkeit für die Gründung eines solchen Organs sehen. Sie äußerte Sorgen darüber, dass viele Mädchen in jungen Jahren Idols werden wollen, vor allem bei Grundschülerinnen. Sasetsu Takeda kritisierte manche Idol-Managements dafür, dass diese mit Absicht verhindern, dass ihre Künstler sich eine Auszeit nehmen und bezeichnete es als „seltsam“, dass Idols manchmal erst einen Tag vor dem Start eines Auftrags von diesem in Kenntnis gesetzt werden. Auch verurteilt er die Industrie dafür, dass diese den Künstlern nur mangelhaften Zugang zu psychologischen Hilfe gewähren, da ihnen oftmals die Entlassung droht, wenn sie in der Öffentlichkeit zeigen, dass sie überarbeitet sind und sie deswegen den Fans Sorgen bereiten.
Im März des Jahres 2018 beging Honoka Omoto, ein damaliges Mitglied der Idol-Gruppe Ehime Girls, Selbstmord. Im Oktober gleichen Jahres verklagte die Familie die Agentur Omotos. Es wurde berichtet, dass Omoto täglich bis zu zehn Stunden auf Kosten ihres Studiums gearbeitet habe. Als sie gebeten habe, die Idol-Gruppe verlassen zu dürfen, soll ein Mitarbeiter ihr Gewalt angedroht haben während der damalige Vorgesetzte mit einer Strafzahlung von einer Million Yen drohte.

#### Beziehungsverbot

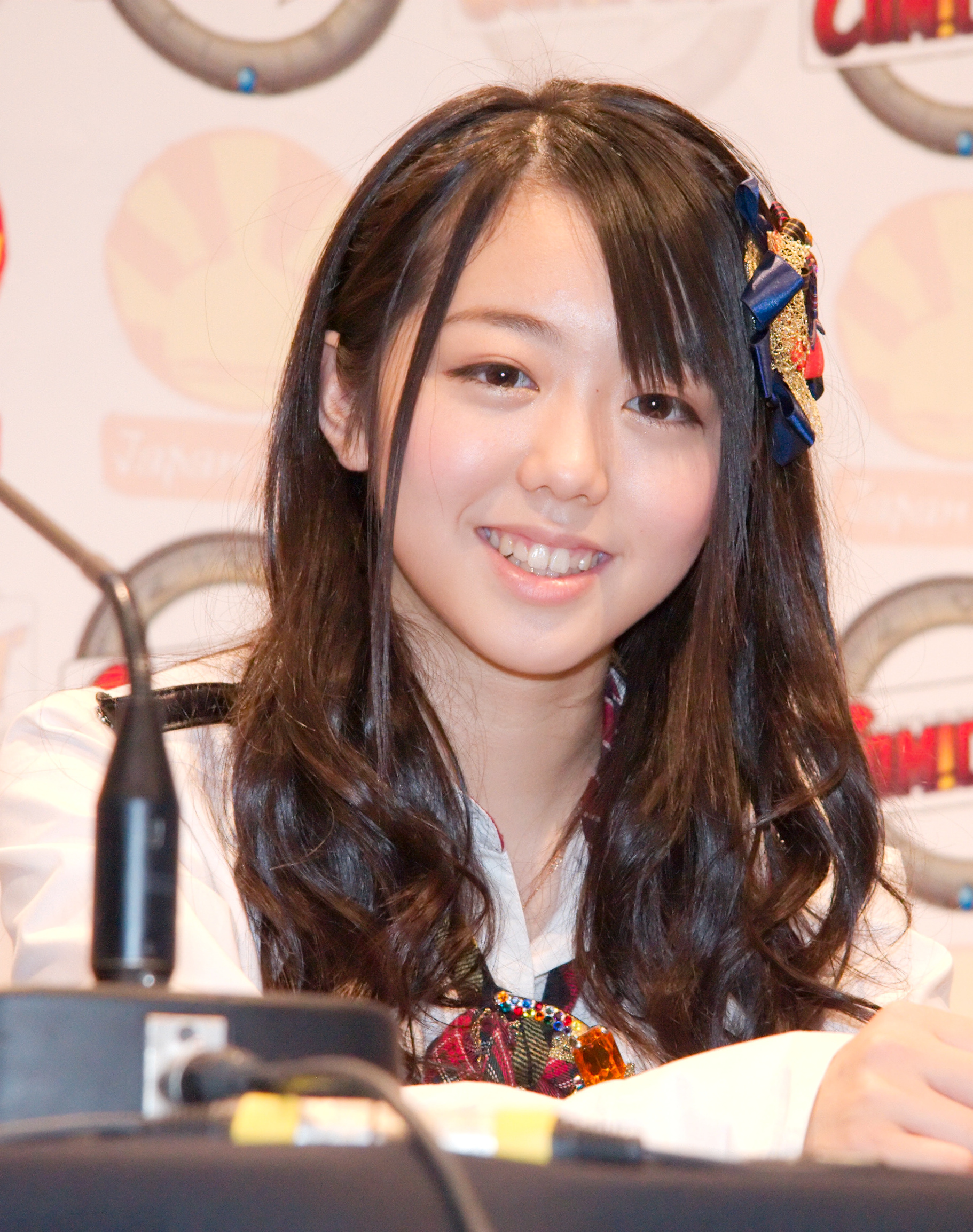
Minami Minegishi (Bild von 2009) sorgte mit einem Video im Jahr 2013, welches diese mit rasiertem Kopf zeigte, für internationales Aufsehen. Das Video folgte auf Nachrichtenmeldungen, dass Minegishi in einer Beziehung sei und für ihren Rauswurf bei AKB48 sorgte.

Den meisten Idols ist es verboten, eine Liebesbeziehung zu beginnen. Diese müssen ihr Management um Erlaubnis fragen, um heiraten zu dürfen. Yasushi Akimoto, Produzent der Idol-Gruppe AKB48, verglich dieses Datingverbot mit dem im Schüler-Baseball, wo Dating als Ablenkung von der Turniervorbereitung betrachtet wird. Anderseits erklärten Kritiker die Einführung eines Beziehungsverbotes damit, den Fans die Fantasie zu verkaufen, dass sie für diese greifbar sind. Ian Martin merkte in seinem Artikel für die englischsprachige Zeitung Japan Times an, dass neben den Talentagenturen auch die Idol-Fankultur dazu beigetragen habe, speziell die Beziehung zwischen männlichen Fans gegenüber weiblichen Idols; männliche Fans agieren anhand des Moe-Konzepts, welches Schwäche und Unterwürfigkeit fetischisiert, während die komplette Kontrolle über die sexuelle Selbstbestimmung der Frauen behauptet wird.
Idols, die aufgrund von Berichten über eine romantische Beziehung entlassen und gezwungen wurden, die Branche zu verlassen, sind zum Beispiel Mari Yaguchi, Ai Kago, Aya Hirano, Rino Sashihara und Minami Minegishi. Minegishis Fall erregte weltweite Aufmerksamkeit, nachdem ein Entschuldigungsvideo viral ging und zu Kritik am Management, an der Idol-Gruppe AKB48, der sie angehörte, sowie an der japanischen Idol-Industrie führte. Eine Talentagentur verklagte ein 17-jähriges Idol, nachdem diese eine Einladung zweier Fans in ein Hotel angenommen hatte, was dazu führte, dass sich die Gruppe nach nur drei Monaten auflöste. Im Jahr 2015 entschied das Tokioter Bezirksgericht zugunsten der Agentur und verurteilte das Mädchen zu einer Strafe von 650 000 Yen. In der Urteilsbegründung hieß es unter anderem, dass das Beziehungsverbot notwendig sei, um die Unterstützung männlicher Fans zu gewinnen. In einem ähnlich angelegten Fall entschied das gleiche Gericht unter Vorsitz des Richters Kazuya Hara im Jahr 2016 zugunsten eines 23-jährigen Idols und befand, dass das Beziehungsverbot eine beachtliche Einschränkung der Freiheit zum Streben nach Glück darstelle.
Seit der Einführung von Handshake-Veranstaltungen und ähnlichen Events, die Fans die Nähe zu Idols ermöglicht, glauben Kritiker, dass die Vermarktung der Zugänglichkeit der Idols dazu führe, dass Fans die Fähigkeit verlernen, zwischen Fantasie und Wirklichkeit zu unterscheiden. Auch wurden Agenturen für unzureichende Schutzmaßnahmen auf derartigen Veranstaltungen kritisiert, obwohl es in der Vergangenheit zu Angriffen von vermeintlichen Fans auf Idols gekommen ist. So wurden Anna Iriyama, Rina Kawaei, Mayu Tomita und Maho Yamaguchi Opfer von Attentaten

#### Sexualisierung und Übergriffe
Oft werden Idols, vor allem Mädchen und junge Frauen, wovon manche als Gravure Idol tätig sind und zum Beispiel für laszive Fotoshootings gebucht werden, dessen Fotos später in Erwachsenenmagazine für Männer erscheinen, sexualisiert. Die Idol-Industrie, die Jugendliche kommerzialisiert, wird dafür kritisiert, Minderjährige einem Risiko auszusetzen, wor allem sogenannte Junior Idols, die 15 Jahre und jünger sind. Fotobücher mit Idols in Schwimmanzügen wurden oftmals in Geschäften verkauft, in denen auch pornografisches Material zum Verkauf angeboten wird. Im Jahr 1999 verbot Japan die Produktion und den Vertrieb von explizit sexualisierten Darstellungen von Minderjährigen, wovon auch Fotobücher betroffen waren, die erotische Abbildungen von Junior Idols zeigten. Viele Idol-Vertriebe stellten im Jahr 2014 ihr Geschäft ein, nachdem der Besitz von kinderpornografischen Material unter Strafe gestellt wurde. Dennoch ist der Besitz von Junior-Idol-Inhalten aufgrund der offenen Interpretiermöglichkeiten des japanischen Kinderpornografiegesetzes legal.
Im Jahr 2017 führte die japanische Regierung eine Umfrage durch bei der 53 von 197 befragten weiblichen Idols, die bei einer Agentur unter Vertrag stehen angeben, dass sie gefragt wurden, an pornografischen Foto- und Videoshootings teilzunehmen, obwohl die Teilnahme an solchen Aufträgen nicht in ihrem Vertrag erwähnt wurden. 17 der befragten Frauen gaben weiterhin an, den Auftrag dennoch angenommen zu haben.
Im Juni des Jahres 2018 zeigte ein ehemaliges Mitglied der Gruppe Niji no Conquistador den stellvertretenden Direktor des Image-Boards Pixiv, Hiroaki Nagata, sowie die damaligen Managementunternehmen der Gruppe wegen Voyeurismus und sexueller Belästigung am Arbeitsplatz an, die sich ereignet hatten als sie noch Teil der Idol-Gruppe war, woraufhin Nagata wenige Tage später eine Gegenklage wegen Verleumdung einreichte. Im Februar 2020 wurde Nagatas Klage abgewiesen und zu einer Schmerzensgeldzahlung von 1.1 Millionen Yen verurteilt. Im März des Jahres 2023 zeigte der britische Fernsehsender BBC den Dokumentationsfilm Predator: The Secret Scandal of J-Pop, welcher den Sexskandal um die Agentur Johnny & Associates und dessen Gründer Johnny Kitagawa beleuchtet. In dessen Folge gaben mehrere männliche Idols bekannt, von Kitagawa sexuell missbraucht worden zu sein. Außerdem wurden Fälle bekannt, die bis ins Jahr 1965 zurückreichen. Die Agentur kündigte an, die Vorfälle zu untersuchen, und sicherte Betroffenen Hilfe zu. Im Juli 2023 kündigte die UN-Arbeitsgruppe für Wirtschaft und Menschenrechte an, am 24. Juli nach Japan zu fliegen und bis zum 4. August Befragungen von Opfern durchzuführen.

## Die Idol-Industrie und Kultur in anderen Medien
Auch wenn die Idol-Industrie erfolgreich in der Anime- und Manga-Kultur Fuß fassen konnte, gibt es vereinzelt auch Werke, in der die Branche aus einem eher kritischen Licht betrachtet werden.
Als Beispiele wären zum Beispiel der Anime-Film Perfect Blue von Satoshi Kon aus dem Jahr 1997 und dessen Realfilm-Remake Perfect Blue – Yume nara Samete (auf Deutsch etwa Wenn es ein Traum ist, wach auf) aus dem Jahr 2002, welche auf dem gleichnamigen Roman von Yoshikazu Takeuchi basieren sowie die Mangareihe Oshi no Ko von Aka Akasaka und dessen gleichnamige Umsetzung als Anime-Fernsehserie, dessen erste Staffel im Frühjahr des Jahres 2023 im Fernsehen gezeigt wurde.
Während Perfect Blue eine fiktive Geschichte um ein japanisches Idol erzählt, die aus ihrer Gruppe austritt um eine Karriere als Schauspielerin zu starten und infolge von massiven Stalking den Bezug zur Realität verliert, basiert Oshi no Ko teilweise auf wahren Begebenheiten. Der Mangaka Aka Akasaka führte im Vorfeld mehrere Interviews mit Personen aus der japanischen Unterhaltungsindustrie, darunter auch Idols und der Regenbogenpresse. Manche Szenarien, die in der Mangareihe und im Anime gezeigt werden, weisen Ähnlichkeiten zu echten Geschehnissen auf, wie etwa der Suizid von Hana Kimura im Jahr 2020 oder die Messerattacke auf das Idol Mayu Tomita vier Jahre zuvor.

## Dokumentationen
- Tokyo Idols – Die Pop Girls von Japan (2016, Dokumentarfilm, 85 Minuten, Regie: Kyoko Miyake)
- Unreported World (2020, Episode: Pin-up schoolgirls, Dokumentation, 24 Minuten, Regie: Liam Nolan)
- Predator: The Secret Scandal of J-Pop (2023, Dokumentarfilm, 60 Minuten, Regie: Megumi Inman)